# 1258년

## 연호
- 남송(南宋) 보우(寶祐) 6년
- 일본(日本) 쇼카(正嘉) 2년
- 쩐 왕조(陳朝) 응우옌퐁(元豊) 8년 / 티에우롱(紹隆) 원년

## 기년
- 남송(南宋) 이종(理宗) 34년
- 고려(高麗) 고종(高宗) 45년
- 몽골 몽케 칸 8년
- 쩐 왕조(陳朝) 태종(太宗) 34년 / 성종(聖宗) 원년

## 사건
- 1255년 훌라구가 세운 일 한국에 의해 바그다드가 함락되고 아바스 왕조 멸망
- 유경등이 최의를 죽이고 최씨정권이 몰락하다.

## 탄생
- 오스만 제국 황제 오스만 1세

## 사망
- 고려(高麗)의 무신정권(武臣政權) 집권자(執權子) 최의(崔竩)